# Return to Sender (film)
Pour la chanson, voir Return to Sender.
Pour les articles homonymes, voir Death Row.
Pour plus de détails, voir Fiche technique et Distribution.
Return to Sender est un film danois réalisé par Bille August, sorti en 2004.

## Synopsis
Frank Nitzche, un ex-avocat, s'approche de prisonniers dans le couloir de la mort dans l'espoir de récupérer leurs ultimes lettres et de le vendre à la presse. Il rencontre Charlotte Cory, une femme condamnée et est persuadé de son innocence. 

## Fiche technique
- Titre : Return to Sender
- Autres titres : Death Row, Convicted
- Réalisation : Bille August
- Scénario : Neal Purvis et Robert Wade
- Musique : Harry Gregson-Williams
- Photographie : Dirk Brüel
- Montage : John Scott
- Production : Michael Lunderskov
- Société de production : Audley Films, Moviefan Scandinavia et Number 9 Films
- Pays :  Danemark,  États-Unis et  Royaume-Uni
- Genre : Drame et thriller
- Durée : 109 minutes
- Dates de sortie : 
  -  Canada : 17 septembre 2004 (festival international du film de Toronto)
  -  Danemark : 24 juin 2005

## Distribution
- Connie Nielsen : Charlotte Cory
- Aidan Quinn (VF : Bruno Choël) : Frank Nitzche
- Kelly Preston : Susan Kennan
- Tim Daly : Martin North
- Mark Ryan : Mark Schlesser
- Mark Holton : Joe Charbonic
- Sara-Marie Maltha : Stella / Julie
- Bill Thomas : Gubby
- Randy Colton : Joe Hammond
- Robin Brooks Sullivan : Mary Hammond
- Madison Mueller : Kirstie
- Eric Starkey : le frère de Hammond
- Montana Sullivan : le fils de Hammond
- Michael Phillip Simpson : Johnny Decker

## Distinctions
Aidan Quinn a été nommé à l'IFTA Award pour son rôle dans le film.